# Alphitobius laevigatus
Alphitobius laevigatus – gatunek chrząszcza z rodziny czarnuchowatych i podrodziny Tenebrioninae.

## Morfologia
Chrząszcz o podługowato-owalnym, słabo wypukłym ciele długości od 4,5 do 5 mm, ubarwiony czarno lub brązowoczarno z brunatnymi lub czerwonobrunatnymi odnóżami, a czasem też z czerwonobrunatnymi przodem głowy i nasadą pokryw. W przeciwieństwie do pleśniakowca lśniącego wierzch ciała jest nieco zmatowiały wskutek obecności drobnej mikrorzeźby. Spośród członów czułków wyraźnie poszerzone są tylko te od siódmego do dziesiątego. Przedplecze jest szerokie, najszersze w połowie, o bokach mocniej zaokrąglonych i kątach tylnych bardziej rozwartych niż u pleśniakowca lśniącego. Powierzchnię ma regularnie punktowaną. Samce mają przedplecze tęższe i bardziej wypukłe niż samice. Poprzeczna, zaokrąglona tarczka jest drobno i gęsto punktowana. Pokrywy mają drobne, ostre kąty barkowe, rzędy z pojedynczymi szeregami drobnych punktów, a międzyrzędy delikatnie i płytko punktowane, płaskie, u wierzchołka lekko tylko wysklepione. Odnóża są stosunkowo krótkie i szerokie. Przednia ich para ma golenie słabo rozszerzone ku szczytom i niewyraźnie ząbkowane na zewnętrznych krawędziach.

## Ekologia i występowanie
Owad mykofagiczny, żerujący na przegrzybiałym materiale. W warunkach naturalnych larwy i osobniki dorosłe bytują pod zagrzybiałą korą drzew, w próchnowiskach i grzybach nadrzewnych. W warunkach synantropijnych zamieszkują młyny, magazyny, spichrze i fermy, gdzie żerują na wilgotnym, zapleśniałym zbożu i jego przetworach.
Wskutek synantropijności jest to gatunek kosmopolityczny, rozwleczony po całym świecie z produktami żywnościowymi. W Palearktyce podawany jest z  Portugalii, Hiszpanii, Irlandii, Wielkiej Brytanii, Francji, Belgii, Niemiec, Szwajcarii, Austrii, Włoch, Danii, Szwecji, Norwegii, Finlandii, Estonii, Litwy, Polski, Czech, Słowacji, Węgier, Białorusi, Ukrainy, Chorwacji, Rumunii, Grecji, Rosji, Cypru, Izraela, Arabii Saudyjskiej, Jemenu, Bahrajnu, Iraku, Kazachstanu, Turkmenistanu, Afganistanu, Nepalu, Bhutanu, Chin, Korei, Japonii, Azorów, Madery, Wysp Kanaryjskich, Libii, Tunezji i Egiptu.

## Znaczenie gospodarcze
Podobnie jak w przypadku pleśniakowca lśniącego larwy wykorzystywane są jako pokarm w hodowlach zwierząt, w tym ptaków, gadów i płazów, natomiast w przeciwieństwie do pleśniakowca lśniącego nie rozważa się na razie ich wykorzystania jako pokarmu dla ludzi. 